# 시부시정
시부시정(일본어: 志布志町)은 일본 가고시마현  동부에 있던 정으로 소오군에 속했다. 
2006년 1월 1일, 아리아케정, 마쓰야마정과 신설합병, 시로 승격해, 시부시시가 되어 소멸하였다.

## 지리
가고시마현 동부, 오스미 반도의 밑부분에 위치하며, 미야자키현과 접해 있다. 마을의 남쪽은 시부시만에 접해 있다.

## 역사
과거에는 히나타국 모로카타군에 속해 있었다. 중세 이후 시마즈 가문의 지배를 받아 시부시성이 건설되었으나, 일국일제의 영향을 받아 폐성되었다고 한다. 에도 시대에는 항구가 건설되어 사쓰마 번(薩摩藩)의 무역항으로 번창했다
- 1889년 4월 1일 - 정촌제 시행에 의해 미나미모로카타군 시부시촌이 성립하였다.
- 1891년 2월 - 시부시촌이 히가시시부시촌, 니시시부시촌, 쓰키노촌에 분립하였다.
- 1896년 3월 29일 - 미나미모로카타군, 히가시소오군이 합병해 소오군 소속이 되었다.
- 1913년 7월 1일 - 정으로 승격해 시부시정이 되었다.
- 2006년 1월 1일 - 아리아케정, 마쓰야마정과 합병해 시부시정이 되었다.  시청 본청은 당초 구 아리아케정 사무소에, 구 시부시 정사무소는 시부시 출장소가 있었으나, 2021년 본청은 시부시 출장소로 이전하고, 구 본청은 아리아케 출장소로 변경되었다.

## 교통

### 철도
- 규슈 여객철도 니치난 선

### 도로
- 국도 220호선(국도 448호선과 중복)

## 참고 문헌
- 角川日本地名大辞典編纂委員会,『角川日本地名大辞典 鹿児島県』1983, 角川書店